# The Cowboy and the Lady (film 1915)
The Cowboy and the Lady è un film muto del 1915 diretto da Edwin Carewe. Nel 1922, ne venne fatto un remake dallo stesso titolo con Mary Miles Minter e Tom Moore.
Il soggetto è tratto dal lavoro teatrale omonimo di Clyde Fitch che a Broadway andò in scena il 25 dicembre 1899.

## Trama
Margaret Primrose e Ted North si amano, ma il padre di lei, andato in rovina a causa del vecchio North, proibisce alla figlia di frequentare Ted. Non solo, costringe la figlia a sposare Weston, un giovane dissoluto ma pieno di soldi. Ted, con il cuore a pezzi, parte per il West. La povera Margaret deve così convivere con un marito ubriacone che la trascura.
Sette anni dopo, la coppia si trasferisce nel West dietro suggerimento del medico curante di Weston e va a vivere vicino a Ted. Il giovane, nel frattempo, si è messo a fare l'allevatore e ha adottato la piccola orfana di un ladro di bestiame, linciato dai suoi cowboy. Weston riprende anche lì la sua vita dissipata di bevitore incallito. Facendo la corte a Molly, la tenutaria di un saloon, provoca la reazione di Jim, l'amante della donna. Il quale, scoprendo che i due vogliono fuggire insieme, uccide Weston e rapisce Molly. Dell'omicidio viene accusato Ted a causa del suo legame con la moglie del morto. Ma Margaret, viene a sapere la verità: si organizza subito una squadra che si mette alla ricerca di Jim.

## Produzione
Il film fu prodotto dalla Rolfe Photoplays. Venne girato nel deserto del Mojave, in California.

## Distribuzione
Distribuito dalla Metro Pictures Corporation, il film - presentato da B.A. Rolfe - uscì nelle sale cinematografiche statunitensi il 12 aprile 1915.